# Eugraphe olivacea
Eugraphe olivacea is een vlinder uit de familie van de uilen (Noctuidae). De wetenschappelijke naam van de soort is voor het eerst geldig gepubliceerd in 1994 door Yi-Xin Chen.

## Type
- holotype: "male. 26.IX. 1984"
- instituut: IZAS Beijing, China
- typelocatie: "China, Xizang, Gyirong"